# تشموتته، آنگولا
تشموتته (به انگلیسی: Techamutete (Chamutete)) شهری در استان هوییلا واقع در کشور آنگولا است که در سال ۲۰۰۹ میلادی ۴٬۳۴۸ نفر جمعیت داشته است.